# Monsanto-Prozess
Der Monsanto-Prozess ist ein homogenkatalytisches Verfahren zur industriellen Herstellung von Essigsäure durch die Carbonylierung von Methanol mit Kohlenstoffmonoxid. Die Reaktion wird durch Rhodiumkomplexe katalysiert und erfordert die Zugabe von Methyliodid oder Iodwasserstoff als Cokatalysatoren. Essigsäure ist eine Grundchemikalie, von der in den 1990er Jahren jährlich mehrere Millionen Tonnen mittels des Monsanto-Prozesses produziert wurden und deren Hauptanwendungen die Herstellung von Polyvinylacetat und Celluloseacetat sind. Daneben dient Essigsäure zur Produktion von verschiedenen Acetatestern, Chloressigsäure sowie Essigsäureanhydrid.

## Geschichte
Die Carbonylierung von Methanol zu Essigsäure wurde bereits 1913 bei der BASF entdeckt. Das Verfahren hatte zunächst nur geringe Bedeutung, da Methanol zu dieser Zeit hauptsächlich durch trockene Destillation von Holz gewonnen wurde und nur in relativ geringen Mengen zur Verfügung stand. Ebenfalls 1913 entdeckte Alwin Mittasch bei der BASF die Hydrierung von Kohlenstoffmonoxid zu Methanol. Mit der Entwicklung der Methanolherstellung nach dem Mittasch-Verfahren durch Matthias Pier und der Inbetriebnahme der ersten großtechnischen Anlage 1924 stand Methanol kostengünstig und in großen Mengen zur Verfügung. Bereits 1925 nahm Celanese eine erste Anlage zur Herstellung von Essigsäure aus Methanol und Kohlenstoffmonoxid in Betrieb. Die mit dem Verfahren verbundenen Korrosionsprobleme konnten jedoch erst in den 1960er Jahren mit der Einführung von Hastelloy als Reaktormaterial überwunden werden.
Der Prozess der Carbonylierung von Methanol auf Basis von Cobaltcarbonylhydrid als Katalysator und Methyliodid als Cokatalysator wurde in den 1950er Jahren von Walter Reppe entwickelt und 1960 von der BASF kommerzialisiert. Das Verfahren erforderte einen Druck von 600 bar und eine Temperatur von 230 °C. Als Nebenprodukte entstanden Methan, Acetaldehyd, Ethanol und Ether.
Monsanto verbesserte den Prozess 1966 durch die Einführung eines Rhodiumkatalysators. Dabei wird Methanol mit Kohlenstoffmonoxid katalytisch zu Essigsäure in einer mäßig exothermen Reaktion umgesetzt. Die Summengleichung lautet:
{\displaystyle \mathrm {CH_{3}OH+CO\longrightarrow CH_{3}COOH} } (ΔH298 = −135,6 kJ/mol)
Die erste Anlage nach dem Rhodiumverfahren nahm Monsanto 1970 in Texas City in Betrieb. Nach diesem Verfahren wurden 1991 weltweit etwa 55 % der Essigsäure hergestellt. Durch das Monsanto-Verfahren wurde das Wacker-Hoechst-Verfahren verdrängt, nach dem 1979 noch 62 % der Weltproduktion von Essigsäure hergestellt wurden.

## Prozessführung

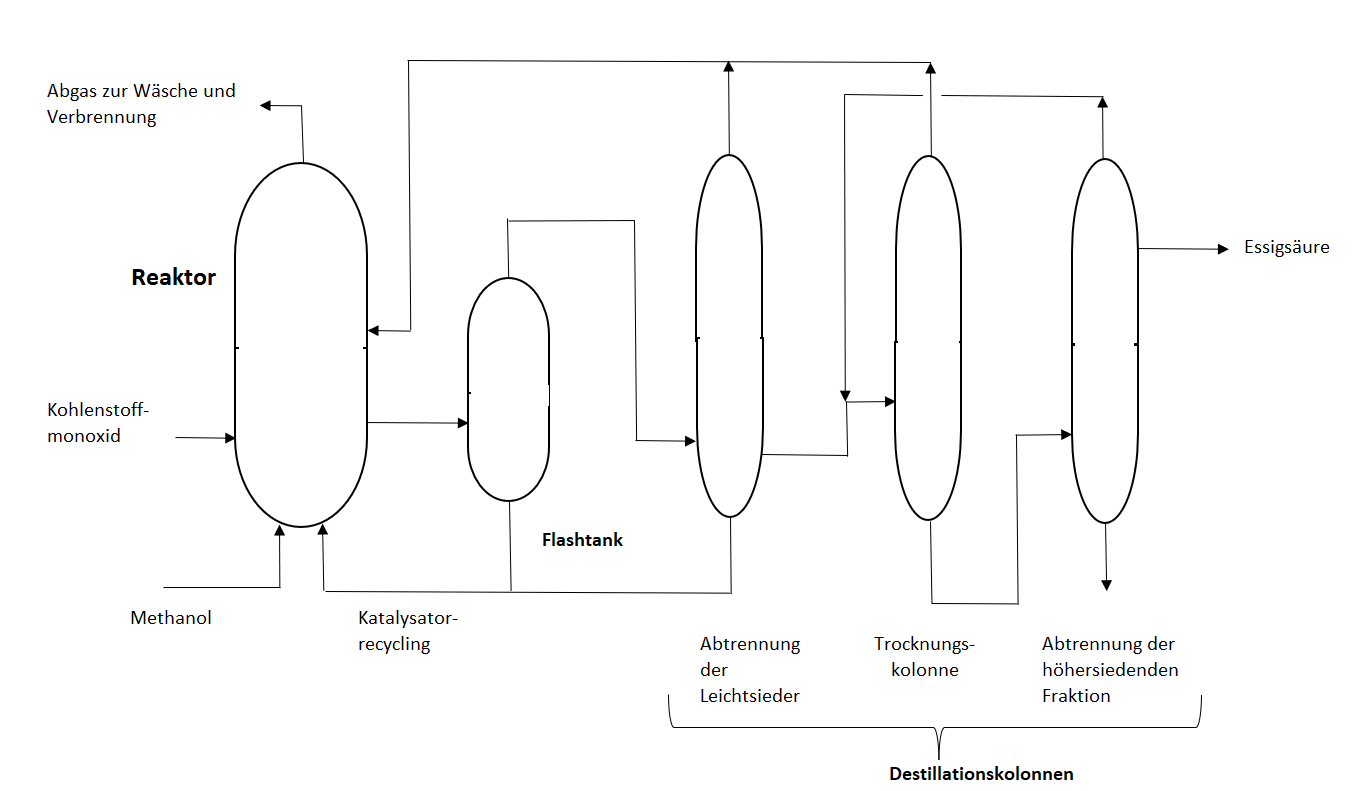
Blockdiagramm des Monsanto-Prozesses

Die Reaktionen finden in flüssiger Phase bei Temperaturen von 150 bis 200 °C und einem Druck von 30 bis 40 bar statt. Die Ausbeute bezogen auf Methanol beträgt etwa 99 %. Als Co-Katalysator wird Methyliodid verwendet. In Abwesenheit von Methyliodid insertiert Kohlenstoffmonoxid in die H-O-Bindung des Methanols unter Bildung von Methylformiat. Die Reaktionen werden in einem Batchreaktor durchgeführt, in weiteren Stufen erfolgt die Katalysatorabtrennung sowie die Trocknung und destillative Aufarbeitung der Essigsäure. Als Lösungsmittel wird hauptsächlich Essigsäure verwendet. Dieses reagiert mit dem Methanol unter Prozessbedingungen zu Essigsäuremethylester als Zwischenprodukt.
{\displaystyle {\ce {CH3COOH + CH3OH -> CH3COOCH3 + H2O}}}
Der Essigsäuremethylester wiederum reagiert mit Iodwasserstoff zu Methyliodid und Essigsäure:
{\displaystyle {\ce {CH3COOCH3 + HI -> CH3I + CH3COOH}}}
Für die Wirtschaftlichkeit des Verfahrens ist die Abtrennung und Rückgewinnung des Rhodiumkatalysators von entscheidender Bedeutung.

## Mechanismus

Katalytischer Zyklus des Monsanto-Prozesses

Der katalytische Zyklus besteht aus sechs Schritten. Die katalytisch aktive Spezies ist der anionische Komplex cis-[Rh(CO)2I2]−. Schritt 1 ist die oxidative Addition des Methyliodids an den Rhodiumkomplex unter Bildung des Komplexes [(CH3)Rh(CO)2I3]−. Das Auftreten dieses Komplexes als Zwischenstufe des katalytischen Zyklus konnte infrarotspektroskopisch nachgewiesen werden. Das Methyliodid bildet sich im Schritt 5 nicht-katalytisch durch die Reaktion von Methanol mit Iodwasserstoff.
Der sechsfach koordinierte Rhodiumkomplex lagert sich im Schritt 2 unter Insertion des Carbonyls in die Metall-Methylbindung schnell in den Acetylkomplex [(CH3CO)Rh(CO)I3]− um. An diesen fünffach koordinierten Komplex lagert sich im Schritt 3 ein weiteres Kohlenstoffmonoxid-Molekül an. Dieser Komplex zerfällt im Schritt 4 unter reduktiver Eliminierung des Acetyliodids CH3COI, welches unter Hydrolyse im Schritt 6 in Essigsäure und Iodwasserstoff (HI) zerfällt unter Bildung des Ausgangskomplexes. Die Reaktion ist erster Ordnung bezüglich des Rhodiumkomplexes und des Methyliodids. Daher wird angenommen, dass der geschwindigkeitsbestimmende Schritt die oxidative Addition des Methyliodids an den Katalysator ist.

## Varianten

### Cativa-Prozess
Der Monsanto-Prozess wurde  mittlerweile durch den Cativa-Prozess verdrängt, der bei ähnlichem Reaktionsmechanismus einen Iridiumkatalysator verwendet und der von der BP entwickelt wurde. Im Cativa-Prozess ist der Iridium-Komplex [Ir(CO)2I2]− die katalytisch aktive Spezies. Iridium ist einerseits ein billigeres Katalysatormetall, der Prozess erfordert auch weniger Wasser in der Reaktionslösung und erspart damit Trocknungsstufen in späteren Prozess-Schritten. Die Entwicklung des Prozesses begann in den 1990er Jahren, im November 1995 wurde in Texas City, USA, die erste kommerzielle Anlage in Betrieb genommen.

### Tennessee-Eastman-Essigsäureanhydrid-Prozess
Eine weitere Möglichkeit der Darstellung von Essigsäure bietet der Tennessee-Eastman-Prozess, unter Bildung von Essigsäureanhydrid. Die Bildung des Essigsäureanhydrids erfolgt durch die Carbonylierung von Methylacetat in einem Prozess, der sich an den Monsanto-Prozess anlehnt:
Als Katalysatoren werden Rhodiumiodid und Lithiumsalze verwendet. Im Gegensatz zu den obigen Verfahren wird dieses Verfahren wegen der Empfindlichkeit des Anhydrids unter Ausschluss von Wasser durchgeführt. Das Methylacetat wird dabei durch Lithiumiodid in Methyliodid und Litiumacetat gespalten. Das im katalytischen Zyklus gebildete Acetyliodid bildet mit dem Lithiumacetat das Produkt Essigsäureanhydrid.